# Bab al-Maqam
Bab al-Maqam (en arabe : بَاب الْمَقَام (Bāb al-Maqām)), la Porte du Maqam est l'une des Portes d'Alep.
La structure du XIIIe siècle a été construite par al-Aziz Muhammad sur la route qui reliait le Maqamat à la Citadelle.
Les différences de conception par rapport à la majorité des portes médiévales syriennes suggèrent que sa fonction était cérémoniale plutôt que militaire.
Dans Constructions of Power and Piety in Medieval Aleppo (1997), Yasser Tabbaa détaille certaines de ces différences, notant que celles-ci étayent la probabilité que la porte ait avant tout eu une fonction religieuse et politique, servant d'hommage à Abraham et contrastant avec les sanctuaires orientaux de Mashhad al-Dikka et Mashhad al-Husayn.

## Histoire religieuse
C’est ici, d’après les aleppins, que séjourna Abraham, le père des trois monothéismes, alors qu’il remontait le cours de l’Euphrate pour se diriger vers l"Égypte.
Le patriarche y aurait trait une vache appelée "al-shahba", la grise, pour en donner le lait aux pauvres. C’est pourquoi les mendiants, lorsqu’ils font appel au bon cœur des passants aleppins disent parfois : « Halab Abraham », (Abraham a trait sa vache).
Certains disent aussi que l'on peut y trouver l'origine du nom d'Alep : Halab al-Shahba (il a trait la blanche).